# UCI Team Femenino
El UCI Team Femenino (nombre oficial: UCI Women's Team) es el término utilizado por la Unión Ciclista Internacional (UCI) para denominar a un equipo ciclista femenino en el ciclismo en ruta a nivel mundial.
Estos equipos compiten en las principales carreras de ciclismo femenino, incluyendo el UCI WorldTour Femenino, el Calendario UCI Femenino, y la Contrarreloj por equipos mixtos en el Campeonato Mundial de Ruta.
Dentro de la reestructuración emprendida por la UCI para el 2016, se decidió crear una categoría que albergara a los mejores equipos del mundo que tendrían la participación garantizada si así lo quisieran en las mejores carreras del calendario, agrupadas a su vez en una nueva competición denominada UCI WorldTour Femenino.
Un equipo femenino élite está estructurado de acuerdo con las regulaciones presentadas por la UCI, tales como tener un representante del equipo, los integrantes del equipo deben ser entre 8 y 16 ciclistas, tener patrocinadores y todas las demás personas contratadas (director, entrenadores, personal de logística) por el representante o el patrocinador del equipo, con el fin de asegurar de forma permanente el funcionamiento del equipo.

## Equipos
Para ver todos los equipos de esta categoría véase: Equipos ciclistas UCI Team Femenino por temporada

### UCI Women's WorldTeam
Es la máxima categoría de equipos femeninos UCI del ciclismo en ruta a nivel mundial, donde los equipos pueden participar en todas las competencias del UCI WorldTour Femenino, así como en algunas carreras del Calendario UCI Femenino.
Para la temporada 2025 los equipos UCI Team Femenino son 15:
| Nombre                    | País                   | Código UCI |
| ------------------------- | ---------------------- | ---------- |
| AG Insurance-Soudal Team  | Bélgica                | AGS        |
| Canyon SRAM Racing        | Alemania               | CSZ        |
| Ceratizit-WNT Pro Cycling | Alemania               | CTC        |
| FDJ-SUEZ                  | Francia                | TFS        |
| Fenix-Deceuninck          | Bélgica                | FDC        |
| Human Powered Health      | Estados Unidos         | HPH        |
| Lidl-Trek                 | Estados Unidos         | LTK        |
| Team Jayco AlUla          | Australia              | LIV        |
| Movistar Team             | España                 | MOV        |
| Roland Cycling Team       | Suiza                  | CGS        |
| Team Picnic PostNL        | Países Bajos           | TPP        |
| Team SD Worx              | Países Bajos           | SDW        |
| Team Visma-Lease a Bike   | Países Bajos           | TVL        |
| UAE Team ADQ              | Emiratos Árabes Unidos | UAD        |
| Uno-X Mobility            | Noruega                | UXM        |

### UCI Women's Continental Teams
Es el segundo nivel de categoría de equipos femeninos UCI del ciclismo en ruta a nivel mundial, donde los equipos pueden participar en las competencias del UCI WorldTour Femenino pero solo por invitación (wildcard), así como en todas las carreras del Calendario UCI Femenino.
Para la temporada 2025 los equipos UCI Women's Continental WorldTeam son 21:
| Código UCI | Nombre                               | País            | Continente |
| ---------- | ------------------------------------ | --------------- | ---------- |
| AWO        | AC O'Shea Racing                     | Reino Unido     | EUR        |
| VAI        | Aromitalia 3T Vaiano                 | Italia          | EUR        |
| CSG        | Canyon//SRAM Zondacrypto Generation  | Alemania        | EUR        |
| GPC        | China Liv Pro Cycling                | China           | ASI        |
| DDG        | DD Group Pro Cycling Team            | Bélgica         | EUR        |
| EIC        | Eneicat-CMTeam                       | España          | EUR        |
| ART        | Handsling Alba Development Road Team | Reino Unido     | EUR        |
| HKS        | HKSI Pro Cycling Team                | Hong Kong       | ASI        |
| SRT        | Isolmant-Premac-Vittoria             | Italia          | EUR        |
| LIA        | Liv AlUla Jayco                      | Australia       | OCE        |
| LKT        | LKT-Team                             | Alemania        | EUR        |
| MAT        | MAT Atom Deweloper Wrocław           | Polonia         | EUR        |
| NXT        | Nexetis                              | Suiza           | EUR        |
| FLR        | Smurfit Westrock Cycling Team        | Reino Unido     | EUR        |
| REP        | Team Coop-Repsol                     | Noruega         | EUR        |
| TDP        | Team Dukla Praha Women               | República Checa | EUR        |
| MDS        | Team Mendelspeck                     | Italia          | EUR        |
| TWC        | Thailand Women's Cycling Team        | Tailandia       | ASI        |
| TOP        | Top Girls Fassa Bortolo              | Italia          | EUR        |
| T2B        | Virginia's Blue Ridge TWENTY24       | Estados Unidos  | AMR        |
| WCC        | World Cycling Centre                 | Suiza           | EUR        |

## Calendario
Los equipos UCI Team Femenino de las dos categorías pueden participar si así lo quisieran en las mejores carreras del calendario de las principales carreras del mundo, tanto en lo relativo a vueltas por etapas como a clásicas de un día, que se disputan en su mayor parte en Europa. La UCI ha incluido además carreras de reciente creación en países extraeuropeos con una menor tradición de acoger eventos de ruta, dentro de su estrategia de globalizar el ciclismo femenino.